# Siberia Cup 2011
Il Siberia Cup 2011 è stato un torneo professionistico di tennis femminile giocato sul cemento. È stata la 1ª edizione del torneo, che fa parte dell'ITF Women's Circuit nell'ambito dell'ITF Women's Circuit 2011. Si è giocato a Tjumen' in Russia dal 26 al 30 dicembre 2011.

## Partecipanti

### Teste di serie
| Nazionalità | Giocatrice           | Ranking* | Testa di serie |
| ----------- | -------------------- | -------- | -------------- |
| Ucraina     | Ol'ga Savčuk         | 197      | 1              |
| Serbia      | Aleksandra Krunić    | 221      | 2              |
| Russia      | Julija Putinceva     | 243      | 3              |
| Ucraina     | Elina Svitolina      | 252      | 4              |
| Ucraina     | Iryna Burjačok       | 260      | 5              |
| Ucraina     | Veronyka Kapšaj      | 270      | 6              |
| Ucraina     | Valentyna Ivachnenko | 301      | 7              |
| Russia      | Dar'ja Gavrilova     | 337      | 8              |

- 1 Ranking al 19 dicembre 2011.

### Altre partecipanti
Giocatrici che hanno ricevuto una wild card:
- Margarita Gasparjan
- Dar'ja Gavrilova
- Nina Chrisanova
- Natalija Žuravleva

Giocatrici che sono passate dalle qualificazioni:
- Ol'ga Dorošina
- Polina Monova
- Sviatlana Pirazhenka
- Ekaterina Semenova

Giocatrici che sono entrate nel tabellone con uno special ranking:
- Dar'ja Kustova

## Campionesse

### Singolare
Julija Putinceva ha battuto in finale  Elina Svitolina con il punteggio di 6–2, 6–4

### Doppio
Dar'ja Kustova /  Ol'ga Savčuk hanno battuto in finale  Natela Dzalamidze /  Margarita Gasparjan con il punteggio di 6–0, 6–2